# Halbrohr Tamás
Halbrohr Tamás (Szabadka, 1946. április 16. –) a MILKO Egyesület alapító elnöke, a MILKO Alapítvány kuratóriumi elnöke,  a szabadkai Zsidó Hitközség emeritus elnöke. Szülei Halbrohr József és Bleier Alice. Nős, felesége Kis Katica. Gyermekei Nataniel és Dávid.

## Életpályája
A szabadkai Halbrohrok nyomdokait követve Halbrohr Tamás fiatal kora óta a szabadkai Zsidó Hitközség meghatározó tagja: volt a közösség előimádkozója, több ízben elnöke, majd vallási vezetője. 2014-től a szabadkai MILKO Egyesület elnöke.

## Nyilatkozatok
„A zsidók nemcsak azt fájlalják, hogy ilyen veszteség érte, hogy végeredményben a világ zsidóságának egyharmada kiirtatott, hogy Európa zsidóságának fele lett kiirtva ezzel, hanem azt is fájlaljuk, hogy szomszédaink úgy viselkedtek, ahogy viselkedtek.” - Pannon Kábel TV, 2014
„Vajdaságban nincs igazán antiszemitizmus. A katolikus vidéken nincsenek zsidók, inkább nem szeretik a zsidókat, de nem tudom, miért. Magyarországon a zsidó szó szitokszónak számít. A mindenkori magyar kormány lassan, körülményesen és igen hosszú idő után néha reagál a kilengésekre, de ez ritkaság.” - Hét Nap; 2013
„Úgy gondoljuk, erkölcsi kötelességünk, hogy jóindulatú embereknek segítsünk abban, hogy kiélhessék a zsidóságukat, hogy kiélhessék a nemzeti hovatartozásukat és a vallási hovatartozásukat, mert ezzel megkönnyítjük a hétköznapi emberek életét. A hétköznapi ember is jobban érzi, hogy hova tartozik, a kisember sem érzi magát magára hagyatottnak, és nem érzi, ha egy közösséghez tartozik, a kisember sem érzi olyan súlyosnak az életterheit. Ha nincs magára hagyva, hanem tudja, hogy tartozik egy közösséghez, akire számíthat betegség esetén, akire számíthat nincstelenség esetén, és akivel megoszthatja az örömeit, ha ünnepe van, ha boldog pillanata van, ha házassági évfordulója van, netán gyereke vagy unokája születik.” - VMMI/Vajdaság Ma; 2009